# Sierndorf
Sierndorf é um município da Áustria localizado no distrito de Korneuburg, no estado de Baixa Áustria.